# Àngel Fígols i Llorach
Àngel Fígols i Llorach (Benicarló, 13 d'agost de 1976) és un actor i dramaturg valencià. És llicenciat en Art dramàtic per l'ESAD de València. En qualitat d'actor, ha treballat en sèries televisives d'èxit com L'Alqueria Blanca, La Vall i La forastera.
En els III Premis de l'Audiovisual Valencià, Fígols va merèixer el premi al Millor actor de repartiment per la seva interpretació a Coses a fer abans de morir, l'òpera prima de Miguel Llorens i Cristina Fernández.